# Vulcan, Alberta
Vulcan är en ort i Kanada.   Den ligger i provinsen Alberta, i den södra delen av landet, 2 800 km väster om huvudstaden Ottawa. Vulcan ligger 1 043 meter över havet och antalet invånare är 1 853.
Terrängen runt Vulcan är platt. Trakten runt Vulcan är nära nog obefolkad, med mindre än två invånare per kvadratkilometer.. Vulcan är det största samhället i trakten.
Trakten runt Vulcan består till största delen av jordbruksmark.